# Catrin Stewart
Catrin Stewart (ur. 29 stycznia 1988 w Walii) – brytyjska aktorka filmowa, telewizyjna i teatralna. Najbardziej jest znana z roli Jenny Flint w brytyjskim serialu science-fiction pt. Doktor Who oraz z roli Emmy Morris w brytyjskim serialu komedio-dramatycznym pt. Stella.

## Filmografia
Źródło:.

### Filmy
| Rok  | Nazwa                                            | Rola        | Uwagi                                    |
| ---- | ------------------------------------------------ | ----------- | ---------------------------------------- |
| 2003 | Hearts of Gold                                   | Maud Powell | film telewizyjny                         |
| 2006 | Krucjata w dżinsach (Kruistocht in spijkerbroek) | Cecile      | adaptacja powieści pod tym samym tytułem |
| 2010 | On a Knife Edge                                  | Laura       | film krótkometrażowy                     |
| 2012 | Frail                                            | Chloe       |                                          |
| 2014 | Night Shift                                      | Dziewczyna  | film krótkometrażowy                     |

### Seriale
| Rok         | Nazwa                   | Rola               | Uwagi                    |
| ----------- | ----------------------- | ------------------ | ------------------------ |
| 2007        | Na sygnale (Casualty)   | Michelle Stevenson | odc. "A World Elsewhere" |
| 2010        | All Shook Up!           | Cerys Matthews     |                          |
| 2010 – 2011 | Wyklęci (Misfits)       | Lily               | 2 odcinki                |
| od 2011     | Doktor Who (Doctor Who) | Jenny Flint        | 5 odcinków               |
| 2012 – 2014 | Stella                  | Emma               | 31 odcinków              |